# Unicum
Az Unicum az egyik leghíresebb magyar védjegy, amely a Zwack cég gyomorkeserű likőrjét, illetve a köré épült termékcsaládot jelöli.

## Jellemzői
Erőteljesen keserű, száraz jellegű likőr, melyet főként aperitifként fogyasztanak, étvágygerjesztő hatása miatt. Több mint negyven féle gyógy- és fűszernövény keverékéből készül, amelyek többsége a Kárpát-medencéből származik, de Marokkóból, Kínából, Indiából,  Srí Lankáról, Indonéziából, Nigériából, Amerikából és Ausztráliából is érkezik hozzávaló az italhoz.
Komplex technológiával készül, a lédig egyik részét kivonatolással, másik részét pedig lepárlással állítják elő.
A lepárlásnak fontos szerepe van az Unicum előállítása során, mert az eljárás során olyan ízek is előjönnek a gyógynövényekből, amelyek a kivonatolás során nem. Az Unicum ízéhez hozzájárul a tölgyfahordóban történő érlelés.

## Története

### A név eredete

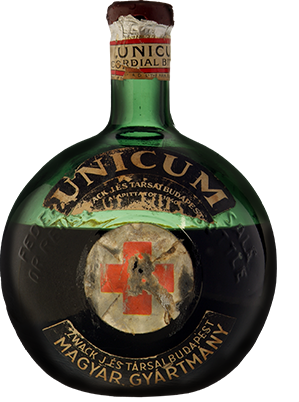
Unicum üveg a Zwack J. és Társai kiadásában

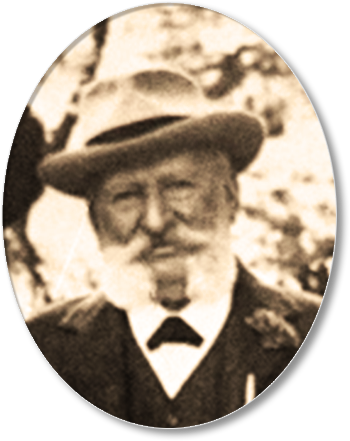
Zwack József

Marketingjének legismertebb elemei a családi legendárium szerint 1790-ből származó recept és annak titkossága, az ital ismert története azonban 1883-ban kezdődött, amikor Zwack József levédette az Unicum nevét, palackját és címkéjét. Az ital receptjét a legenda szerint 1790-ben II. József udvari orvosa, a Zwack család egyik őse alkotta meg. Az állítólagos „Dr. Zwack” az uralkodó gyomorpanaszainak enyhítése céljából egy speciális gyógynövénylikőrrel kínálta II. Józsefet, aki nem győzte magasztalni az italt, és azt mondta: „Dr. Zwack, das ist ein Unicum!” („Dr. Zwack, ez egyedülálló!”).
Zwack doktor létezését azonban nem támasztják alá történelmi források, II. József személyes orvosa pedig 1776-tól Joseph Barth volt, aki császári orvosi posztját II. József halála, majd saját 1791-es nyugdíjba vonulása után is megtartotta.
Zwack József (1821–1915) az 1840-es években alapította vállalkozását a pesti városfal Váci kapuján kívül, a mai Bajcsy-Zsilinszky út 10. sz. alatti Marokkó-udvarban. Vezérigazgatósága alatt, 1883 május 22-én 805-071-es számon „az Unicum név alatt forgalomba hozott gyomorerősítő likőr megvédésére” címen lajstromozták az italt, a címkéjén fehér alapon piros kereszttel, a maihoz hasonló gömbölyded palackban. Az évtized elejére a Zwack kinőtte első gyárát, és 1892-ben mai helyére, a Külső-Ferencváros Duna-parti részén található, IX. kerületi Soroksári útra költözött. Az Osztrák–Magyar Monarchia idején a Zwack J. és Tsai. megkapta a nagy rangot jelentő császári és királyi udvari szállító címet.[forrás?] A cég ekkoriban több mint kétszáz különböző italt gyártott, és Közép-Európa egyik legjelentősebb szeszfőzdéje volt. 1899-től kezdve a vörös kereszt használati jogáért évente fizetett a cég a Magyar Vöröskereszt Egyesületnek, később viszont elkerülve a jogi vitát, a vállalat úgy döntött, átalakítják az ábrázolást, így a kereszt színét aranyra, a háttérét pedig pirosra változtatták.

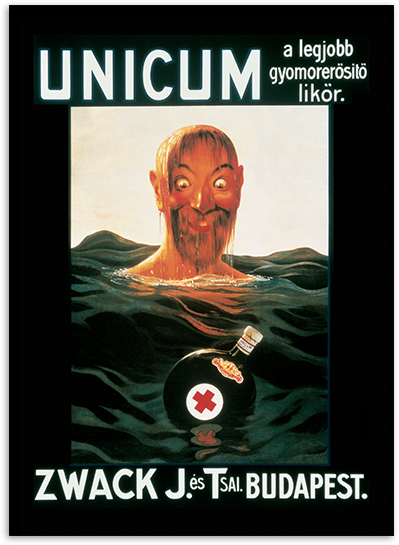
Unicum Vizesember plakát,1909

1909-ben megszületett a cég egyik legismertebb és legfontosabb ikonja, a „vizesember”. A Pachl Viktor által készített, kultikussá vált plakáton az Unicumot a „legjobb gyomorerősítő likőrnek” nevezték. Az első világháború táján az Unicumot kifejezetten katonák részére lapos üvegekbe töltötték. Zwack József halálát követően, nejétől, Sattler Máriától (1823–1893) született fia, Zwack Lajos (1855–1930) vette át a likőrgyárat. Zwack Lajosnak és feleségének, Rosenfeld Erzsébetnek (1865–1934) az egyik gyermeke, Zwack János Jenő (1893–1976), a másik pedig Zwack Béla volt. 1914-ben Zwack Lajos legidősebb fia, Zwack Béla csatlakozott a céghez; rá egy évre maga az alapító hunyt el. 1926-ban lépett be a cégbe Zwack Lajos másik fia, Zwack János, akinek a felesége, Veronika Maria von Wahl (1901–1976) volt. Zwack János és Wahl Veronika fia, Zwack Péter (1927–2012) üzletember, politikus volt. 1926-ban Zwack Lajos fiai, János és Béla is csatlakoztak a vállalat vezetéséhez. Béla a gyártástechnológiával és a termékfejlesztéssel foglalkozott, János a társaság marketing- és exporttevékenységét irányította. A ’20-as, ’30-as években tomboló világválság a cég életére is kihatott. Az Unicum kereslete csökkent, az Egyesült Államokban bevezetett szesztilalom miatt az export visszaesett. A gyártási kapacitások kihasználására izzólámpák és fénycsövek gyártásába kezdett a Zwack család, Zeta márkanév alatt. Így fordulhatott elő, hogy a főváros utcáit az Unicum neonreklámjaival világították meg.

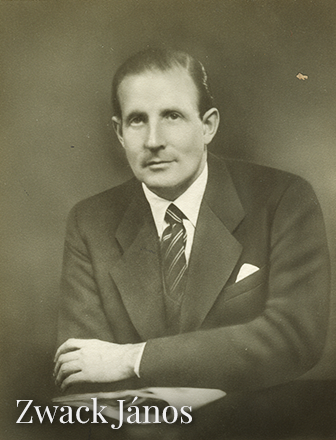
Zwack János, 1926

A vizesemberplakáthoz hasonlóan nagy hírnévre tett szert az 1930-as években A szerencsés flottás című Macskássy-film. Sokan nem is gondolják, hogy az unicumos üveg például azért lett gömb alakú, mert a platonista filozófusok szerint a gömb a legtökéletesebb alakzat és egyben a lélek formája. A védjegyen látható arany Szent István-kereszt a négy égtájat szimbolizálja, de ezzel együtt a négy őselem emberi testre gyakorolt jótékony hatását is megjeleníti.
A II. világháborúban Budapest bombázásának következményeként a Zwack-gyár is súlyos károkat szenvedett. 1944-ben három bombatalálat érte a gyárat, ami pedig az épületből megmaradt, azt a németek kivonulásuk előtt felgyújtották. 1945-ben a család a romok között, két helyiségben látott újra munkához. Elkezdték a gyár újjáépítését, modernizálását is, ám a gyárat 1948 őszén – kártalanítás nélkül – államosították. A család története két szálon folytatódott tovább: az egyik a száműzetésben töltött évekről szól; a másik az államosított gyári munkanapokról. Miközben Zwack János és családja eljutott Amerikába, Béla és Dóra alkalmazottként dolgoztak tovább a gyárban. Az állam vezetői rátették a kezüket a féltve őrzött családi receptre – legalábbis ezt hitték. Az itthon maradó Zwack Béla azonban hamis receptet adott át, az eredetit pedig Zwack János vitte magával az Amerikai Egyesült Államokba. A család kalandos körülmények között kényszerült elhagyni az országot, majd Olaszországban kezdték előállítani az Unicumot.

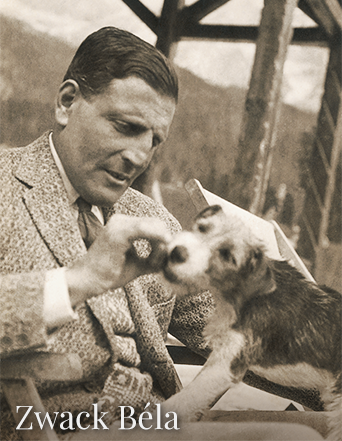
Zwack Béla, 1926

Milánóban János megállapodott a család egyik barátjával, hogy kis mennyiségben gyártani kezdik az Unicumot, amelyhez a gyógynövényeket és a fűszereket a család szállította. Ettől fogva kétféle Unicum létezett: egy állami tulajdonban lévő hazai, és az Olaszországban előállított eredeti, melyet külföldön forgalmaztak. Időközben osztályellenségként Bélát és Dórát három évre vidékre deportálták. Ám az államosított vállalat továbbra is exportálta az Unicumot Budapestről, így Zwack János az Egyesült Államokba érkezvén pert indított a magyar állam ellen, a családi védjegyek megőrzése céljából. A hosszú eljárás végén győzelmet aratott: a szocialista állami vállalat nem használhatta többé sem a Zwack, sem az Unicum nevet Nyugaton.
1955-ben Béla elhagyta Magyarországot, 1956-ban a család két ága újra egyesült külföldön. Zwack Péter több mint 120 000 amerikai dollárt gyűjtött a Magyarországi Elsősegély Program keretében az 1956-os forradalom menekültjeinek segítésére. 1958-ban János és Béla két hét különbséggel távozott az élők sorából, haláluk után feleségeik, Vera és Dóra voltak felelősek az üzletért. Dóra halála után, 1970-ben Zwack Péter alapvetően az Unicum miatt tért vissza Európába, pontosabban Olaszországba, hogy felügyelje a gyógynövénylikőr olaszországi gyártását és marketingjét. Itt találkozott a második feleségével, Anne Marshall-lal. Még abban az évben átvette az akkor Olaszországban működő Zwack-cég irányítását.
1988-ban Zwack Péter visszatért Magyarországra. Annak ellenére, hogy vállalatukat államosították, a Zwack család nem kapta vissza az Unicumot gyártó céget és a gyárépületeiket, hanem mindent vissza kellett vásárolniuk, melyet Zwack Péter partnerével, Emil Underberg német italgyárossal létrehozott Peter Zwack & Consorten AG-vel, a privatizációs program keretében tudott megvalósítani, komoly hitelt felvéve. Így volt lehetséges az is, hogy a rendszerváltás időszakában, 1989-ben ő volt az első nagytőkés, aki visszavásárolta a korábban államosított családi tulajdont. A cég így megkezdhette az eredeti Zwack Unicum újbóli, hazai gyártását. 1992-ben a Peter Zwack & Consorten AG visszavásárolta a teljes Budapesti Likőripari Vállalatot, és megalapította a Zwack Unicum Részvénytársaságot. Az IDV (később Diageo) partnerré vált a társaságban 26%-os részesedéssel. 1993-ban a vállalat részvényeit bevezették a tőzsdén.

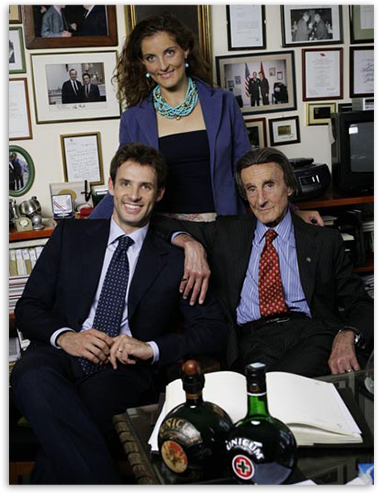
A Zwack család, 2004

Zwack Péter közel húsz év után, 2008-ban adta át a gyár irányítását a család következő generációjának. Azóta Zwack Péter fia, Zwack Sándor az igazgatóság elnöke, lánya, Zwack Izabella az igazgatóság tagja, így a hatodik generáció vette át az irányítást. Zwack Péter azonban tiszteletbeli elnöke maradt a vállalatnak, és 2012-es haláláig aktívan részt vett a társaság életében.
A vállalat 2012-ben új gyógynövénylikőrt hozott forgalomba, az Unicum Szilvát. Ez a világ első olyan gyógynövénylikőrje, amelyet aszaltszilvaágyon érlelnek, párosítva a gyógynövények és fűszerek világát.
A Zwack Unicum Nyrt.-t is magába foglaló Hungaricum Klub az Unicumot 2015 óta hungarikumként tartja számon.
2017-ben Zwack Izabella és Zwack Sándor bemutatta közös fejlesztését, a szuperprémium kategóriába sorolt Unicum Riservát, melynek sajátosságát a dupla hordós érlelés adja. Az Unicum Riserva ízében egyesíti a gyógynövényeket Tokaj ízvilágával.

## Előállítása
Hasonló alapokkal bír, mint az Underberg. A recept itt is titkos, több mint 40 féle gyógynövényből készül az ital (közte kalumbagyökér, narancshéj, gyömbér, rebarbara és kardamom), amelyeket néhány hétig finomszeszben áztatnak, hogy a szükséges ízanyagok kioldódjanak belőlük, majd az ázatok egy részét lepárolják használat előtt. Az Unicum sajátos ízének elérésében azonban a hathónapos tölgyfahordós érlelés is nagy szerepet játszik.
Az Unicumot 1892 óta változatlan recept alapján gyártják a Zwack Unicum Soroksári úti pincerendszerében. Az italt tölgyfahordók százaiban érlelik az épület alatti pincelabirintusban. Alkoholtartalma 40%.
Az italhoz használt gyógynövényeket kézzel mérik ki, míg az Unicum „szívének” nevezett összetevőket személyesen egy családtag méri ki, ő ma Zwack Péter özvegye, Anne Marshall Zwack. Az íz/szag kivonásának módja a kivonatolás és a párlatolás – az Unicum esetében a gyógynövények felét kivonatolják, a többit párlatolják. A kivonatolás során a gyógynövényeket kukoricaalkoholba merítik, ez a folyamat adja az ital intenzív ízét. Ezt követően az összezúzott és desztillált gyógynövényeket összekeverik egy hagyományos fakádban, hogy az Unicum minősége ugyanolyan maradjon, majd a párlatmester és a felállított kóstolóbizottság egy Zwack családtag által vezetett kóstolón vesz részt, amelyen egyenesen a hordóból kóstolják meg az Unicumot. A készítés utolsó mozzanata a tölgyfahordóban való érlelés. Ez a Soroksári úti üzem alatt futó pincelabirintusban történik, ahol ma is 500 tölgyfahordóban érik az Unicum.

## A termékcsalád további tagjai

### Unicum Szilva

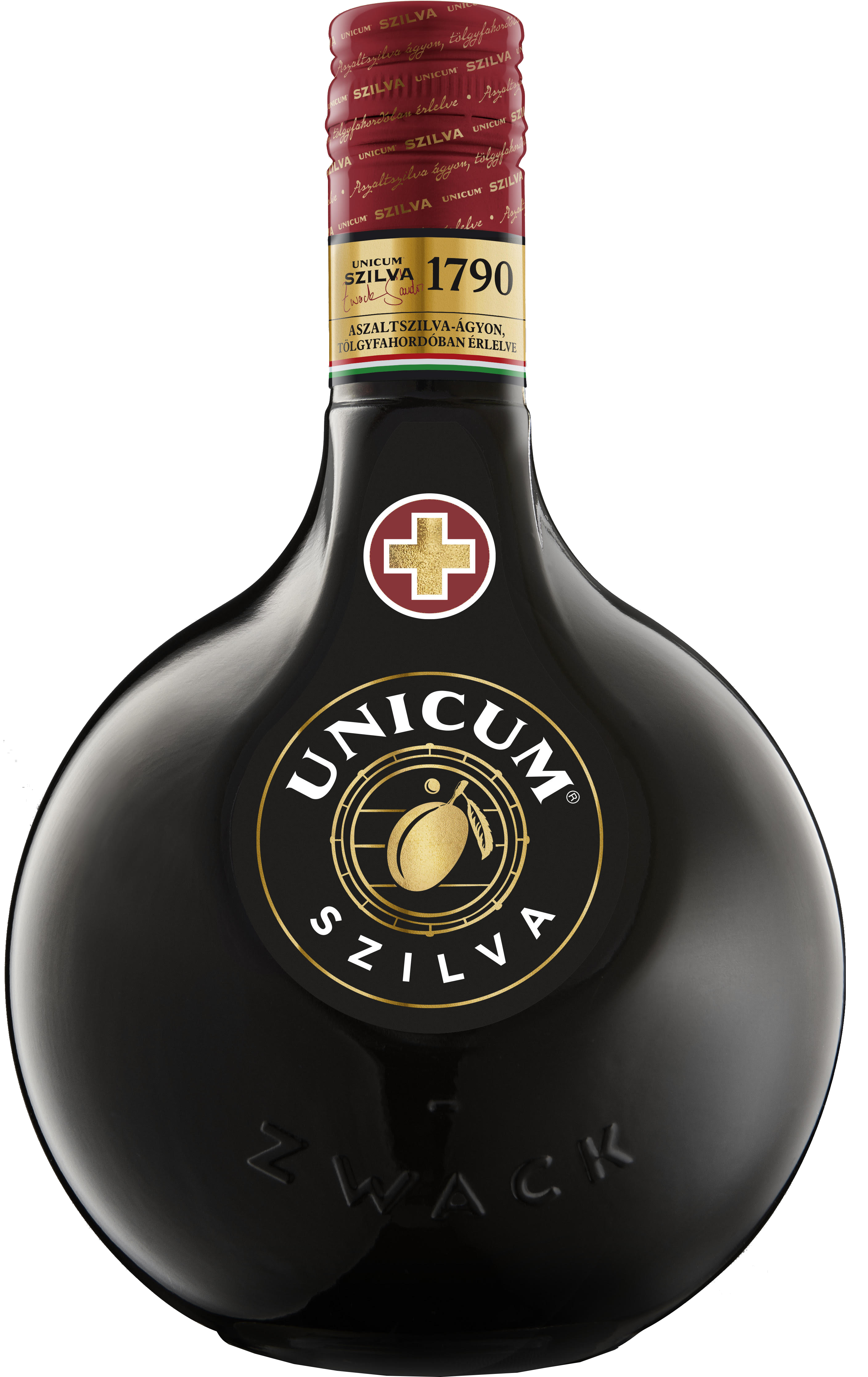
Unicum Szilva

Az Unicum Szilva az Unicumhoz hasonlóan több mint 40 gyógy- és fűszernövény kivonatából és párlatából készül, ám az elkészítés második fázisát követően aszaltszilvaágyon pihentetik, majd tölgyfahordókban érlelik. Alkoholtartalma 34,5%.

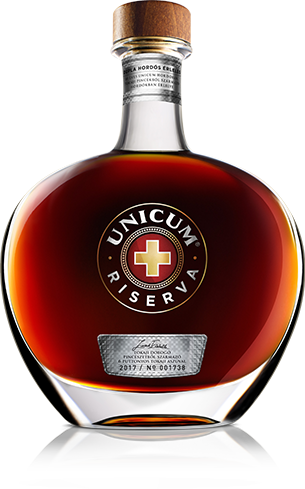
Unicum Riserva

### Unicum Riserva
A 2017-ben bevezetett termék duplahordós érleléssel készül. Az alapját képező Unicumot a budapesti gyár legnagyobb és legidősebb, nyolcvanéves hordójában érlelik, a hordóban képződött speciális anyag, az úgynevezett „fekete méz” adja az ital karakterét. Ezt követi a tokaji pincékből származó hordókban történő érlelés. Alkoholtartalma 40%.

### Unicum Barista
Az Unicum több mint 40 gyógyfüvéből, arabica kávé kivonattal és párlattal, tölgyfahordóban érlelt Unicum. Ez az Unicum Barista, melyet 2021 tavaszán jelentettek be és kezdték árusítani. Alkoholtartalma 34,5%. 0.04l-es, 0.2l-es, 0.5l-es, 0.7l-es és 1l-es kiszerelésben kapható, melyhez két egyedi Barista ajándék pohár is jár.

## Exportja

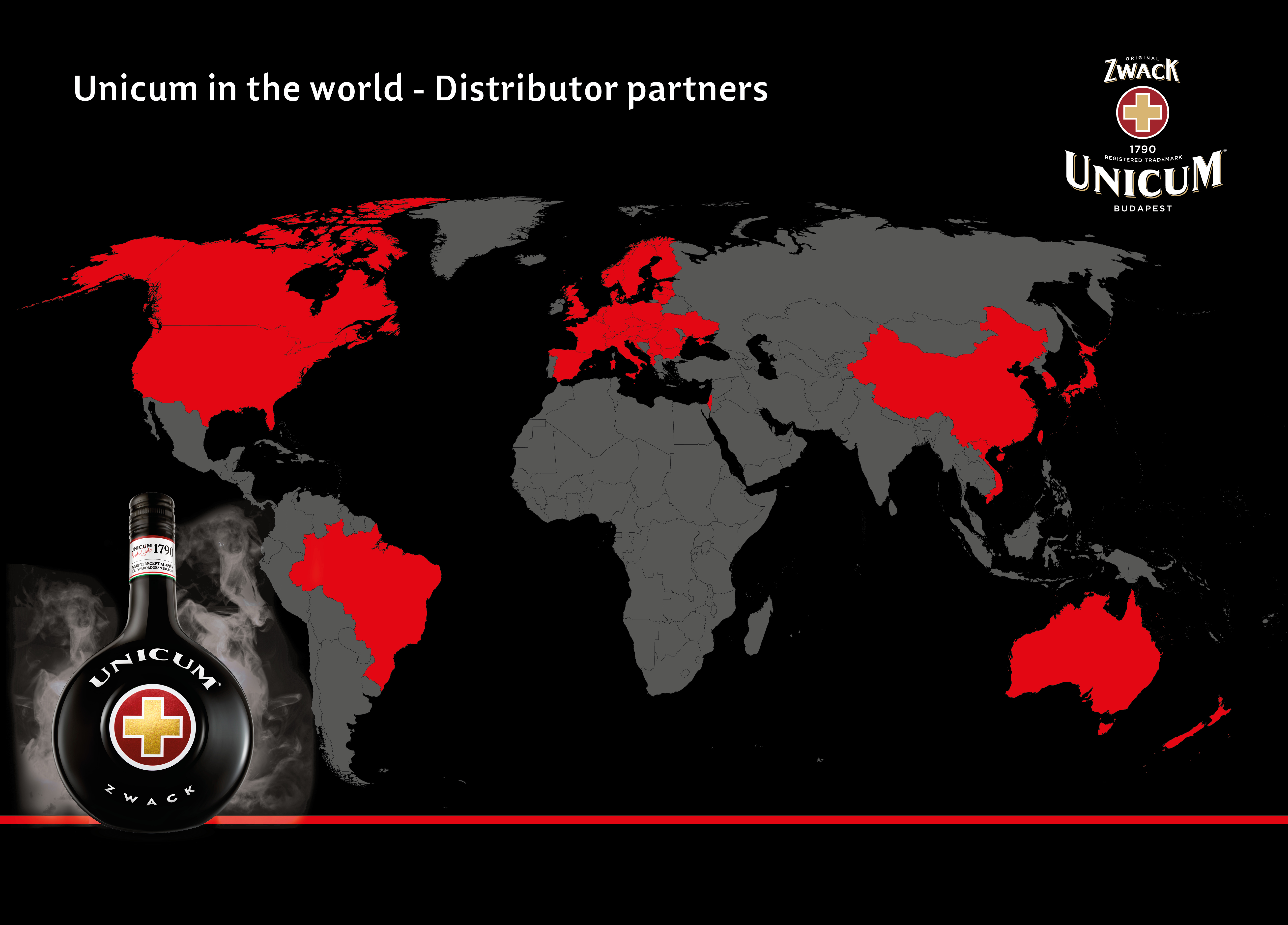

Az 1930-as évektől nemzetközi márkává nőtte ki magát, a 2020-as adatok szerint összesen négy kontinensen és 45 országban elérhető.

## Az Unicum Ház
A Soroksári úton található Unicum Házban a Zwack család története mellett megismerhető a 230 éve titkos receptúra és elkészítési mód egy-egy részlete. A látogatók az „Unicum Szívének” elnevezett régi lepárló mellett megtekintetik több évszázad palackjait és gépeit, valamint a felhasználandó fűszerek egy részét is.

## Fenntarthatóság
Zwack Unicum Nyrt. az elsők között volt Magyarországon, aki fenntarthatósági jelentést tett közzé, melynek fontos része a környezetvédelem. Az Unicumhoz felhasznált, vegyi anyagtól mentes gyógynövények olyan gazdaságokból érkeznek, melyek megfelelnek a legmagasabb követelményeknek. A vállalat feladata, hogy biztonságban tárolja az összetevőket, mielőtt kiválasztanák azokat a likőrök és szeszes italok előállításához.

## Nemzetközi elismerések
- 2013 – World Spirits Award – Unicum (arany)
- 2013 – World Spirits Award – Unicum Szilva (arany)[20]
- 2020 – World Spirits Award – Unicum Riserva (arany)[21]

## Díjak
- BNV-díj, 1991
- Hungaropack díj, 1998
- Worldstar Winner, 1998
- Aranypenge díj (a reklámért) Tokió, 2000